# Перебийніс Володимир Дмитрович
Володимир Дмитрович Перебийніс (8 березня 1929, тепер Запорізька область — 21 червня 1990, місто Донецьк) — український радянський діяч, сталевар мартенівського цеху Донецького металургійного заводу Донецької області. Депутат Верховної Ради СРСР 5—6-го скликань.

## Біографія
Народився в селянській родині. У 1930 році разом із родиною переїхав до міста Сталіно (тепер Донецьк) на Донбасі. У 1943—1945 роках навчався в ремісничому училищі № 2 при Сталінському металургійному заводі імені Сталіна. Закінчив вечірню семирічну школу.
У 1945—1948 роках — підручний сталевара, з 1948 року — сталевар мартенівського цеху Сталінського (Донецького) металургійного заводу імені Сталіна Сталінської (Донецької) області. Використовуючи метод швидкісної плавки, щорічно видавав зі своєю бригадою 500 тонн надпланової високоякісної сталі.
Член КПРС з 1960 року. Член Радянського комітету захисту миру.
У 1965 році закінчив Донецький вечірній металургійний технікум.

## Родина
- дружина — Перебейніс (Скібіна) Клавдія Костянтинівна
- дві доньки (Лариса та Олена) і син (Валерій)
- онук Ярослав

## Нагороди
- орден «Знак Пошани» (19.07.1958)
- медаль «За трудову відзнаку»
- медаль «За трудову доблесть»